# Dorfkirche Kleinliebringen

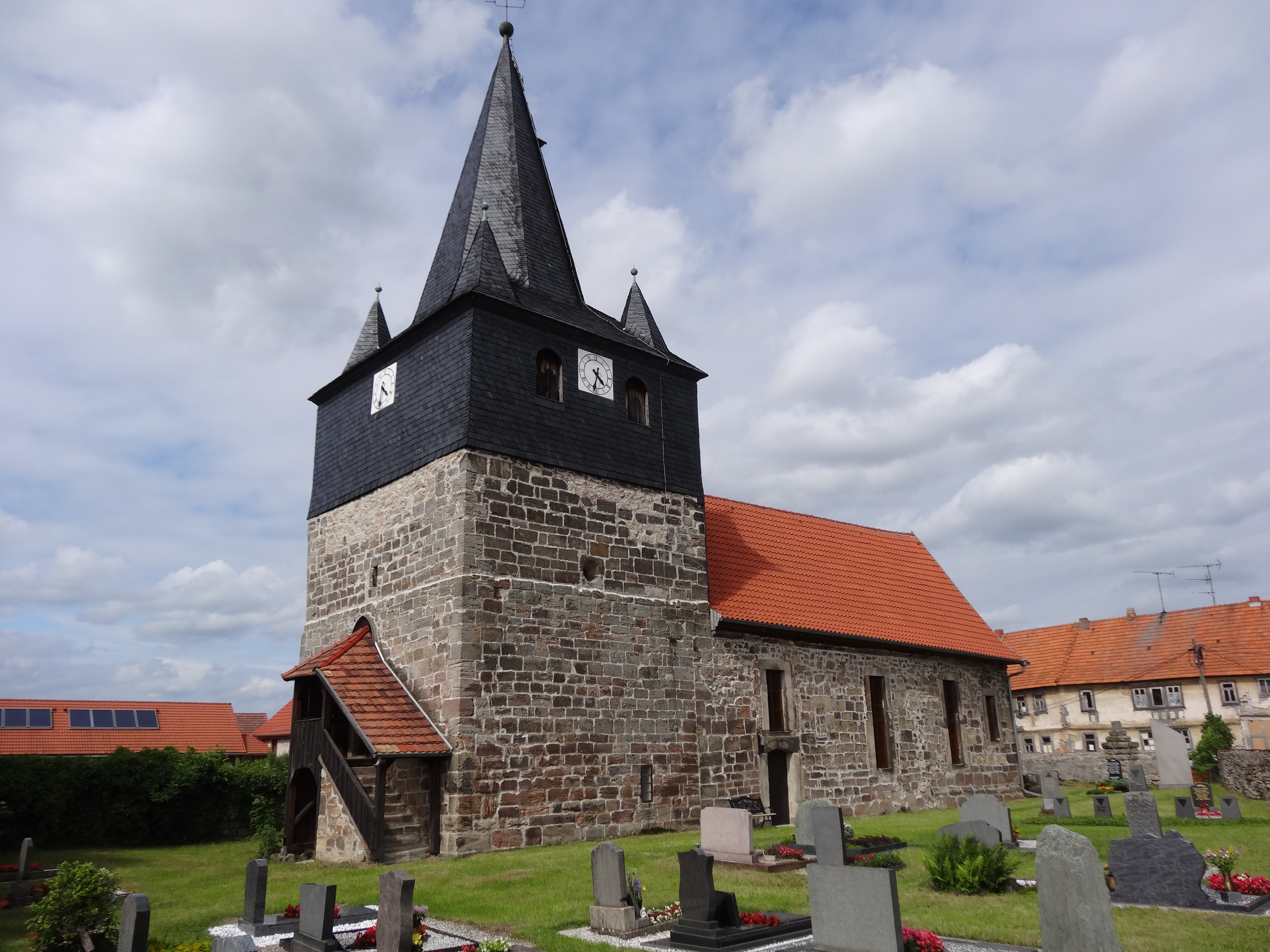
Kirche in Kleinliebringen

Die Dorfkirche Kleinliebringen steht im Ortsteil Kleinliebringen der Stadt Stadtilm im Ilm-Kreis in Thüringen. Sie gehört zum Pfarramt Gräfinau-Angstedt im Kirchenkreis Arnstadt-Ilmenau der Evangelischen Kirche in Mitteldeutschland.

## Lage
Die Dorfkirche steht mitten im Ortsteil, umgeben vom Friedhof und mit einer Mauer geschützt. Nordwestlich davor steht die ehemalige Schule.

## Geschichte
Etwa um 1200 errichteten die Einwohner von Kleinliebringen eine steinerne Kirche, die auch als Wehrkirche diente. Das Bauwerk entstand in drei Etappen. Dem Kapellenbau folgte der Turmanbau und schließlich die Verlängerung des Kirchenschiffs im 18. Jahrhundert. Die Besitzer der zwischenzeitlich gebildeten zwei Rittergüter organisierten und unterstützten den Bau.
Nachdem 1630 in Großliebringen die Kirche abgebrannt war, wurde die Kleinliebringer Kirche 25 Jahre lang von beiden Gemeinden simultan genutzt, wobei man die Kirche jeweils durch getrennte Eingänge betrat.

## Das Gotteshaus
Der Grundriss ist rechteckig (25,91 Meter mal 8,6 Meter). Die Höhe beträgt 11,07 Meter. Der Turm hat eine Höhe von 24,91 Meter.
Die Kirchgemeinde besitzt keine Orgel, sondern ein Harmonium. Zu Zeiten der DDR begann man mit der Sanierung der Kirche, die jetzt erst abgeschlossen worden ist.